# 후쿠쓰시
후쿠쓰시(일본어: 福津市)는 일본 후쿠오카현 북서부의 후쿠오카시와 기타큐슈시의 중간에 있는 시이다.

## 지리
후쿠오카현 북서부에 위치하고 후쿠오카시와 기타큐슈시라는 2개의 정령지정도시의 거의 중간에 위치한다. 후쿠오카 도시권의 북서부, 기타큐슈 도시권(간몬 도시권)의 최서단에 위치한다. 경제·문화적으로 후쿠오카시, 기타큐슈시나 인접하는 무나카타시, 고가시와의 관계가 강하다.
동부에서 남부까지는 고노미산·모토키산·이모리산 등, 북서부는 겐카이나다(동해)로 둘러싸여 있다. 해안은 겐카이 국립공원으로 지정되어 있어 풍광이 맑고 아름다운 지역이다.

## 인접하는 자치체
- 무나카타시
- 고가시
- 미야와카시

## 역사
- 2005년 1월 24일 - 무나카타군 후쿠마정, 쓰야자키정이 합병해 성립하였다.

## 교통

### 철도
- 규슈 여객철도 가고시마 본선

### 도로
- 국도 3호선
- 국도 495호선